# Ламберт ван Твінхаусен
Ламберт ван Твінхаусен (1564 в Зволле — 1625 в Амстердамі) був видатним лютеранським комерсантом в Амстердамі на початку сімнадцятого століття. Народжений у відомій сім'ї патриціїв, він мав контакти, починаючи від Архангельська і Шпіцбергену в Північну Америку, і з північного заходу Африки в Стамбул. Він торгував найрізноманітнішими предметами, в тому числі сіль, хліб, вино, дерево, льон, текстиль, дьоготь, мило, хутро, прянощі і перли. Він мав торговельні зв'язки в Прибалтиці, Франції, Іспанії, Португалії та Середземномор'ї.
У 1612 році Ван Твінхаусен був інвестором / адміністратором компанії в Амстердамі, який відправив першу голландську експедицію по полюванню на моржів на Шпіцберген під командуванням Віллема Корнеліса ван Мюйдена. У наступному році він знову послав Ван Мюйдена на Шпіцберген, на цей раз на китобійну експедицію. У 1614 році він був одним із засновників і Нової-Нідерландської компанії і Північної компанії (Північна Гренландская компанія). Перша з них була створена, щоб монополізувати торгівлю з корінними американцями в новоствореній голландській колонії того ж імені; в той час як остання була сформована для монополізації полювання на китів в Арктиці, зокрема на Шпіцберген (Свальбард). Протягом багатьох років Ван Твінхаусен співпрацював з Семюелем Годейном, як піонери.